# パラシューツ
『パラシューツ』（Parachutes）はイギリスのロックバンド、コールドプレイの1stアルバム。2000年7月10日にイギリスで、2000年8月9日に日本で、2000年11月7日にアメリカで発売された。『パラシューツ』はリリースと同時に全英チャート1位を記録し、33週間連続でトップ10入りを果たした。
『パラシューツ』にはヒット・シングルである"Shiver"、"Yellow"、"Trouble"、"Don't Panic"が収録されている。アメリカではビルボード・200において51位を獲得しアメリカだけで200万枚の売り上げを記録した。
2000年度（2000年4月1日〜2001年3月31日）のEMIグループの全世界でのアルバム売上では330万枚を記録し、ビートルズの『ザ・ビートルズ1』、レニー・クラヴィッツの『グレイテスト・ヒッツ』、ロビー・ウィリアムズの『シング・ホエン・ユーアー・ウィニング』、宇多田ヒカルの『Distance』に続いて第5位にランクインされている。
パラシューツはチャンネル4が行った偉大なアルバム100枚を選ぶ企画で14位に入った。また2006年にはNMEが行ったイギリスの偉大なアルバム100枚を選ぶ企画では33位に入った。

## アルバム概要
アルバム収録されているほとんどの曲はリヴァプールにあるParr Street Studiosでレコーディングされた。9週間から10週間かけてレコーディングされ、途中小さなツアーを2つほど行った。"High Speed"のみはプロデューサーにChris Allisonを迎えて1999年の夏にロンドンの Orinoco Studiosでレコーディングされた。
『パラシューツ』はロックバンド、レディオヘッドのアルバムである『ザ・ベンズ』から『OK コンピューター』の時までのサウンドに影響を受けているとされている。実際にはレディオヘッドのアルバムである『Kid A』リリースを機に離れたファンを獲得できたことから成功している。

## 収録曲
1. Don't Panic - 2:17
2. Shiver - 4:59
3. Spies - 5:18
4. Sparks - 3:47
5. Yellow - 4:29
6. Trouble - 4:30
7. Parachutes - 0:46
8. High Speed - 4:14
9. We Never Change - 4:09
10. Everything's Not Lost - 7:15
  - Life Is for Living
11. Careful Where You Stand - 4:45
12. For You - 5:42

- Everything's Not Lostの隠しトラックは5:39から始まる。
- M11とM12は日本盤のみ収録。

## 受賞した音楽賞
- 2000年、Q AwardsにてBest Album賞を受賞。
- 2001年、ブリット・アウォーズにてBest British Album賞を受賞。
- 2002年、グラミー賞にてBest Alternative Music Album賞を受賞。